# درویش‌آباد (سربیشه)
درویش‌آباد یک روستا در ایران است که در دهستان مود شهرستان سربیشه واقع شده‌است. درویش‌آباد ۱۴۵ نفر جمعیت دارد.